# سونارتو
سونارتو (بالإندونيسية: Sunarto)‏ (18 مايو 1990 بمالانغ في إندونيسيا - ) هو لاعب كرة قدم إندونيسي في مركز الهجوم. شارك مع منتخب إندونيسيا تحت 23 سنة لكرة القدم. أما مع النوادي، فقد لعب مع نادي آريما كرونوس.

## روابط خارجية
- سونارتو على موقع قاعدة بيانات كرة القدم.إي يو (الإنجليزية)
- سونارتو على موقع Soccerway.com (الإنجليزية)